# 福田悠
福田 悠（ふくだ ゆう、1963年 -）は、日本の小説家。京都府出身。第16回『このミステリーがすごい!』大賞・隠し玉でデビュー。

## 略歴
2018年、『本所憑きもの長屋　お守様』が第16回『このミステリーがすごい!』大賞の隠し玉として出版されデビュー。

## 作品リスト

### 文庫
- 『本所憑きもの長屋　お守様』（2018年、宝島社）
- 『前略、今日も事件が起きています 東部郵便局の名探偵』（2021年、宝島社）
- 『京都伏見の榎本文房具店真実はインクに隠して』(2024年、宝島社)